# Les Partenaires de la France
 (août 2020).
 (août 2020).
Les Partenaires de la France est un magazine français trimestriel créé en 2008 par l'éditeur de la Revue politique et parlementaire.
Clairement destiné à un lectorat passionné de géopolitique, Les Partenaires de la France consacre chacun de ses numéros à une relation bilatérale précise. En effet, l'objectif est de montrer les liens particuliers et les alliances qui unissent tel ou tel pays à la France. Au-delà des analyses politiques, les Partenaires de la France met en valeur les aspects escomptés et les perspectives bilatérales dans un contexte où la mondialisation efface les frontières.
Publié en 2500 exemplaires, Les Partenaires de la France est toujours édité dans la langue du pays qui fait la Une du magazine.

## Ont collaboré au magazine
- France-Inde : La croissance d'un partenariat

Ranjan Mathai (en), Jérôme Bonnafont, Sam Pitroda, Karan Singh
- France-Italie : Un partenariat d'avenir

Jean-Claude Arditti, Christian Barrere, Armando Branchini, Dominique Bussereau, Giovanni Caracciolo di Vietri, Yvon Collin, Stefania Craxi, Christian Estrosi, Jean-Marc de La Sablière, Roger Maniere, Jean-Marie Metzger, Jacques Percebois, Élisabeth Ponsolle des Portes, Rudy Salles, Walter Santagata, Tiffany Ziller
- France-Allemagne : Un partenariat pour l'Europe

Hubert Falco, Reinhard Schäfers, Bernard de Montferrand, Jean-François Boittin, Daniel Hoeffel, Heinz Zourek, Pierre Monnet, Klaus Wowereit, Jérôme Clément
- France-Algérie : Un partenariat réaffirmé

Bernard Derosier, Christian de Boissieu, Bertrand Cluzel, Georges Morin, Dominique Baudis, Claude Domeizel, Missoum Sbih, Xavier Driencourt, Mourad Ahmia
- France-Brésil : Un partenariat global

Roland du Luart, Jean-Claude Lenoir, Hervé Théry, Jean-Paul Émorine, David Dickson, Yves Saint-Geours, Christian de Boissieu, Hervé Le Roy, Serge Ragozin, Sylvain Itté, Marie-Annick Atticot
- France-États-Unis : Un partenariat stratégique

Louis Giscard d'Estaing, Bernard Kouchner, Anne-Marie Idrac, Amr Mahmoud Moussa, Olivier Richomme, Patrick Jarreau, Christian de Boissieu,  Aymeric Chauprade, Jacques Soppelsa, Serge Bellanger, Jean Burelle, Frédéric Sanchez, David Appia, Jean-Cosme Delaloye, Estelle Bouzat, Pascal Delisle, Michel Israël, André Siganos